# Слов'янка (Криворізький район)
Слов'я́нка — село в Україні, в Апостолівській міській територіальній громаді Криворізького району Дніпропетровської області.
Населення — 213 мешканці.

## Географія
Село Слов'янка розташоване на лівому березі річки Базавлучок, яка через 2 км впадає в річку Базавлук. На сході межує з селом Миронівка Нікопольського району, на півночі з селом Новоіванівка, на заході з селом Кам'янка.

## Історія
Засноване 1926 року.

## Населення
Згідно з переписом УРСР 1989 року чисельність наявного населення села становила 190 осіб, з яких 101 чоловік та 89 жінок.
За переписом населення України 2001 року в селі мешкало 213 осіб.

### Мова
Розподіл населення за рідною мовою за даними перепису 2001 року:
| Мова       | Відсоток |
| ---------- | -------- |
| українська | 100 %    |

## Визначні пам'ятки
Біля села розташована пам'ятка археології національного значення — курганний могильник.